# Paul Schmitz-Moormann (Mediziner)
Paul Schmitz-Moormann (* 2. Dezember 1930 in Hamm) ist ein deutscher Pathologe und Hochschullehrer.

## Leben
Paul Schmitz-Moormann war der Sohn eines Augenarztes. Von 1936 bis 1950 besuchte er die Städtische Oberschule für Jungen in Ahlen. Danach studierte er Medizin in Freiburg, München und Münster. 1955 absolvierte er das Medizinische Staatsexamen und wurde in Münster zum Dr. med. promoviert. In den darauf folgenden Jahren war er als Assistent tätig am Pathologischen Institut der Universität Freiburg, Physiologisch-Chemischen Institut und Pathologischen Institut der Universität Köln sowie am Pathologischen Institut der Universität Marburg. Dort habilitierte er sich am 10. Februar 1967 in Allgemeiner Pathologie und Pathologischer Anatomie und wurde 1971 zum H2- bzw. 1973 zum H3-Professor ernannt.

## Schriften (Auswahl)
- Das abdominale Lymphosarkom mit einem kasuistischen Beitrag. Münster 1955, OCLC 1070896504.
- mit Heinrich Brieger, Folker Hanefeld, Heinrich Hörlein und Jan Lieben: Lungenveränderungen bei Titandioxydstaubexposition. Bochum 1964, OCLC 250730103.
- mit Carlos Thomas: Verdauungsapparat. Mit 244 Abbildungen in 311 Einzeldarstellungen, davon 290 mehrfarbig. Stuttgart 1992, ISBN 3-7945-1270-7.
- mit Gerfried Gebert und Carlos Thomas: Allgemeine Pathologie. Stuttgart 1995, ISBN 3-7945-1655-9.